# Plavy
Plavy – gmina w Czechach, w powiecie Jablonec nad Nysą, w kraju libereckim.
1 stycznia 2017 gminę zamieszkiwało 1043 osób, a ich średni wiek 41,8 roku.